# Pimmit Hills, Virginia
Pimmit Hills, Virginia (енгл. Pimmit Hills) насељено је место без административног статуса у америчкој савезној држави Вирџинија.

## Демографија
По попису из 2010. године број становника је 6.094, што је 58 (-0,9%) становника мање него 2000. године.
| Група             | 2000.         | 2010.         |
| Белци             | 4.033 (65,6%) | 3.532 (58,0%) |
| Афроамериканци    | 154 (2,5%)    | 223 (3,7%)    |
| Азијати           | 707 (11,5%)   | 938 (15,4%)   |
| Хиспаноамериканци | 1.025 (16,7%) | 1.213 (19,9%) |
| Укупно            | 6.152         | 6.094         |